# Mormânt comun al ostașilor căzuți în 1944 (Dubăsari)
Mormântul comun al ostașilor căzuți în 1944 este un mormânt amplasat în Dubăsari, Republica Moldova. Este un monument istoric de importanță națională inclus în Registrul monumentelor Republicii Moldova ocrotite de stat cu nr. 373 (raionul Dubăsari).